# Département de M'Bagne
 (décembre 2020).
Si vous disposez d'ouvrages ou d'articles de référence ou si vous connaissez des sites web de qualité traitant du thème abordé ici, merci de compléter l'article en donnant les références utiles à sa vérifiabilité et en les liant à la section « Notes et références ».
Le département de M'Bagne est un département de Mauritanie, dans la région du Brakna. Il comprend les villes de M'Bagne, Niabina, Bagodine et Edbaye El Hijaj.
Le département de Mbagne est situé à cheval entre la région Gorgol (au Sud) et les départements d'Aleg et de Babadé.
La région est partagée entre le dieri, zones non inondables, et le walo, zones inondables et cultivables : les terres sont plus fertiles. Les populations habitant le dieri surplombent les terres fertiles du walo, peuplé en grande partie par des agriculteurs, éleveurs et pêcheurs. 

## Climat
Ce département vit les aléas d’une nature hostile. Le climat y est aride à sec humide, ce qui n'est pas favorable pour la culture. La région a subi plusieurs sécheresses qui ont décimé la majorité du cheptel. Les pluies tombent aléatoirement, provoquant des crues. 
La déforestation est prononcée, et le désert avance. Peu de villages disposent de forages, fruits de jumelages ou de financement par des ONG. Il n'y a pas d’électricité.